# Olevano sul Tusciano
Olevano sul Tusciano – miejscowość i gmina we Włoszech, w regionie Kampania, w prowincji Salerno.
Według danych na rok 2004 gminę zamieszkiwało 6387 osób, 245,7 os./km².

## Współpraca
- Wilmington, Stany Zjednoczone